# Peter Carey

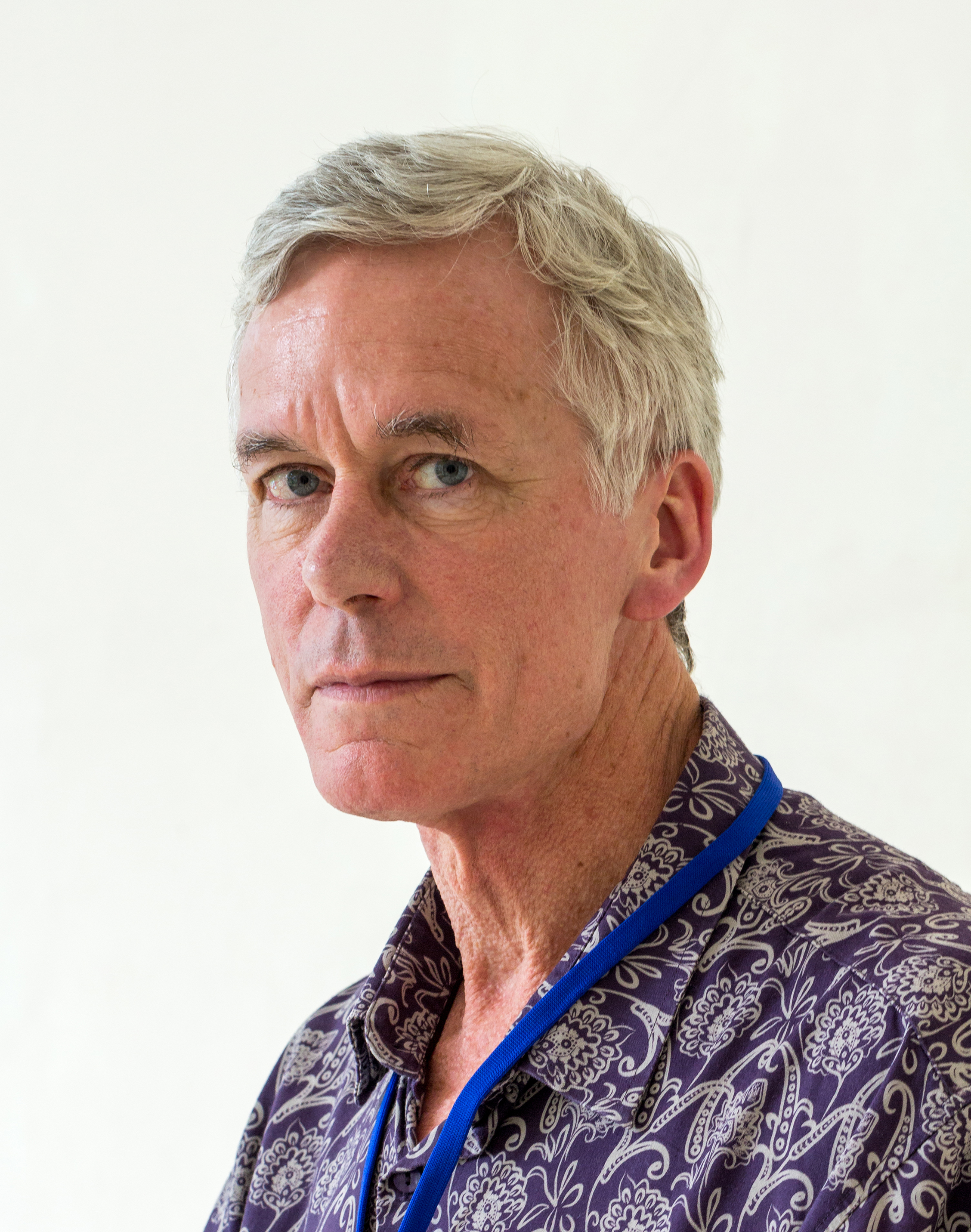
Peter Carey, 2014

Peter Carey AO (als Peter Philip Carey; * 7. Mai 1943 in Bacchus Marsh, Victoria) ist ein australischer Schriftsteller.

## Leben
Er begann seine Laufbahn mit Werbetexten, veröffentlichte 1974 erste Erzählungen und 1981 seinen ersten Roman. Inzwischen gilt er als bedeutendster lebender Schriftstellers Australiens. Er wurde zweimal mit dem Booker Prize ausgezeichnet. Nach Melbourne, London und Sydney lebt er mittlerweile in New York. Er arbeitete zusammen mit Wim Wenders am Drehbuch für den Film „Bis ans Ende der Welt“. Heute ist er Direktor des Programmes „Master of Fine Arts in Creative Writing“ am Hunter College, einer Abteilung der City University of New York.

### Jugendzeit, Ausbildung, erste Schreibversuche
Peter Careys Eltern betrieben ein Autohaus, Carey Motors. Er besuchte die Bacchus Marsh State School von 1948 bis 1953, ging danach zwischen 1954 und 1960 als Interner auf die Geelong Grammar School, ca. 50 km südwestlich von Melbourne, bis zum Schulabschluss. Im Jahre 1961 schrieb sich Carey an der Monash University in Melbourne in Naturwissenschaften ein. Seine Hauptfächer waren Chemie und Zoologie. Er brach dieses Studium ohne Abschluss relativ schnell ab, weil er kein inneres Interesse an den Studieninhalten und Hochschulstrukturen fand.
Er arbeitete für verschiedene Werbeagenturen zwischen 1962 und 1967. Hier war er an Werbekampagnen unter anderem für Volkswagen und Lindeman's Winery beteiligt. Es war die Arbeit in den Werbeagenturen, die ihn in Kontakt mit den regionalen Schriftstellern Barry Oakley und Morris Lurie brachte. Diese machten ihn mit den neuesten Literaturtrends in Europa und Amerika bekannt. Carey heiratete seine erste Frau, Leigh Weetman, im Jahre 1964.
Während dieser Zeit las er intensiv, insbesondere beschäftigte er sich mit James Joyce, Samuel Beckett, Franz Kafka und William Faulkner. Im Jahre 1964 begann er mit ersten eigenen Versuchen. Vier Jahre später hatte er einige Manuskripte fertiggestellt, darunter die Romane mit dem Titel Contacts, The Futility Machine und Wog sowie eine Sammlung Kurzgeschichten. Alles war bisher unveröffentlicht. Manche dieser Manuskripte waren zunächst von einem Verlag akzeptiert, später jedoch endgültig abgelehnt worden.
In den späten sechziger Jahren reiste er durch Europa und Teile des Mittleren Ostens. Die Reise mündete in London im Jahre 1968, wo er erneut für eine Werbeagentur zu arbeiten begann. Bereits 1970 kehrte er nach Australien zurück und nahm seine Tätigkeit in der Werbebranche in Melbourne und Sydney wieder auf.

### Erste Erfolge als Schriftsteller
Während Carey weiter seinem Brotberuf als Werbemann nachging, schrieb und publizierte er Kurzgeschichten in Zeitschriften wie Meanjin und Nation Review. Die meisten dieser Kurzgeschichten erschienen in dem Buch The Fat Man In History (1974). Im Jahre 1974 ließ er sich von Weetman scheiden und zog nach Balmain, einem Stadtteil im Inneren Westen Sydneys, wo er für Grey’s Advertising Agency arbeitete.
Im Jahre 1976 ging er nach Queensland und schloss sich einer alternativen Gemeinschaft mit dem Namen „Starlight“ in Yandina, Queensland, nördlich von Brisbane an. Er konzentrierte sich drei Wochen lang auf das Schreiben, arbeitete dann die vierte Woche in Sydney. In jener Zeit schrieb er die meisten Kurzgeschichten, die später in dem Band War Crimes erschienen, ebenso wie auch seinen ersten veröffentlichten Roman Bliss. Während der 1970er and frühen 1980er Jahre lebte er mit der Malerin Margot Hutcheson zusammen.
Carey eröffnete seine eigene Werbeagentur im Jahre 1980, die Sydneyer Agentur „McSpedden Carey Advertising Consultants“, in Zusammenarbeit mit Bani McSpedden. Im Jahre 1981 verlegte er seinen Wohnsitz nach Bellingen, New South Wales im Norden des Staates New South Wales. Er heiratete die Theaterregisseurin Alison Summers 1985 und etwa im Jahre 1990 verkaufte er die Anteile an McSpedden Carey und ging seiner Frau zuliebe nach New York, da sie sich dort besser beruflich verwirklichen konnte. Während dieser Zeit arbeitete er an dem Roman The Tax Inspector.

### New York City
An der New York University (NYU) unterrichtete Carey kreatives Schreiben. Die Ehe währte annähernd zwei Jahrzehnte und zwei Kinder gingen daraus hervor. Carey und Summers sind inzwischen geschieden und Carey lebt in vierter Ehe nun in London mit der britischen Verlegerin Frances Coady zusammen, soweit er sich nicht in seiner Wohnung in New York aufhält. Er hat sowohl die australische als auch die US-Staatsbürgerschaft.
Im Jahre 1998 provozierte er einen medialen Sturm im Wasserglas im Vereinigten Königreich, als er eine Einladung Königin Elisabeths II. ablehnte, nachdem er den Commonwealth Writers’ Prize für Jack Maggs gewonnen hatte. Die britische Boulevardpresse ging davon aus, dass die Ablehnung des Preises durch seine republikanischen Überzeugungen motiviert war. Offiziell wurden jedoch seinerzeit familiäre und persönliche Gründe angegeben. Carey sagte später, er habe darum gebeten, das Treffen zu verschieben. Das Treffen wurde auch vom Palast verlegt.

## Politische Einstellungen
Im Oktober 2024 gehörte Carey zu den Unterzeichnern eines Aufrufs zum Boykott israelischer Kulturinstitutionen, „die an der überwältigenden Unterdrückung der Palästinenser mitschuldig sind oder diese stillschweigend beobachtet haben“.

## Inhaltliche Bezüge seiner Werke
Nahezu alle seine literarischen Plots beziehen sich auf Australien, dessen Menschen und Geschichte. Insofern muss man ihn trotz seiner doppelten Staatsbürgerschaft als ausdrücklich australischen Schriftsteller bezeichnen. Oscar and Lucinda (1988) bietet ein Porträt zweier Menschen von 1864, die außerhalb der Normen ihrer Zeit leben, dem 19. Jahrhundert in Australien und England. Jack Maggs (1997), eine unsentimentale, spannungsreiche Umdeutung des Romans Great Expectations von Charles Dickens, spielt vornehmlich im London von 1837, mündet aber in einem geglückten Leben als Auswanderer in Australien. Ähnlich verfährt Carey mit Tristram Shandy von Laurence Sterne, den er 1994 in Das seltsame Leben des Tristan Smith parodierte. Sein Roman True History of the Kelly Gang schildert einfühlsam den Outlaw Ned Kelly, der 1855 bis 1880 als Australiens legendärster Räuber und Staatsfeind lebte.
Careys Roman Die Chemie der Tränen (2012) spielt hingegen im London von 2010, versehen allerdings mit einer Hintergrundgeschichte vom Deutschland der 1850er Jahre. Auch der Roman Amnesia (2014) setzt im Jahr 2010 an und beschreibt den Kampf einer jungen australischen Hackerin, der es gelingt, in zig australischen Gefängnissen elektronisch sämtliche Türen aufzusperren. Bereits 2011 war er von seinem New Yorker Herausgeber Sonny Mehta gefragt worden, ob er für Julian Assanges Autobiografie den Ghostwriter spielen wollte, was er nachdrücklich abgelehnt hatte.

## Ehrungen und Auszeichnungen
- 1988: Booker Prize für Oscar and Lucinda
- 1998: Commonwealth Writers’ Prize für Jack Maggs
- 1998: Miles Franklin Award für Jack Maggs
- 2001: Commonwealth Writers’ Prize für True History of the Kelly Gang
- 2001: Booker Prize für True History of the Kelly Gang
- 2001: Miles Franklin Award für True History of the Kelly Gang
- 2007: Commonwealth Writers’ Prize für Theft: A Love Story

Carey wurde von drei Universitäten die Ehrendoktorwürde verliehen, er ist Mitglied der Royal Society of Literature, der Australian Academy of the Humanities und der American Academy of Arts and Sciences.
2010 ehrte ihn die Australische Post mit einer Briefmarke.

## Werke

### Romane
- Bliss. 1981.
  - Bliss – Das Paradies umsonst. Deutsch von Charlotte Franke. Rowohlt, Reinbek bei Hamburg 1987, ISBN 3-499-12273-1.
- Illywhacker. 1985.
  - Illywhacker. deutsch von Dirk van Gunsteren. Klett-Cotta, Stuttgart 1990, ISBN 3-608-95634-4.
- Oscar and Lucinda. 1988.
  - Oscar und Lucinda. deutsch von Dirk van Gunsteren. Klett-Cotta, Stuttgart 1991, ISBN 3-608-95682-4.
- The Tax Inspector. 1991.
  - Die Steuerfahnderin. deutsch von Peter Torberg. Klett-Cotta, Stuttgart 1993, ISBN 3-608-95861-4.
- The Unusual Life of Tristan Smith 1994.
  - Das seltsame Leben des Tristan Smith, deutsch von Peter Torberg; Klett-Cotta, Stuttgart 1996, ISBN 3-608-93379-4.
- Jack Maggs. 1997.
  - Die geheimen Machenschaften des Jack Maggs. deutsch von Regina Rawlinson. Krüger, Frankfurt am Main 1999, ISBN 3-8105-0359-2.
- True History of the Kelly Gang. 2000.
  - Die wahre Geschichte von Ned Kelly und seiner Gang. deutsch von Regina Rawlinson und Angela Schumitz. Fischer, Frankfurt am Main 2002, ISBN 3-10-010225-8.
- My Life as a Fake. 2003.
  - Mein Leben als Fälschung. deutsch von Regina Rawlinson; Fischer, Frankfurt am Main 2004, ISBN 3-10-010226-6.
- Theft – a Love Story. 2006.
  - Liebe – eine Diebesgeschichte. deutsch von Bernhard Robben. Fischer, Frankfurt am Main 2008, ISBN 978-3-10-010228-7.
- His Illegal Self. 2008.
- Parrot and Olivier in America. 2009.
  - Parrot und Olivier in Amerika. deutsch von Bernhard Robben. Fischer, Frankfurt am Main 2010, ISBN 978-3-10-010234-8.
- The Chemistry of Tears. Penguin Australia, Melbourne 2012, ISBN 978-0-14-356855-1.
  - Die Chemie der Tränen. deutsch von Bernhard Robben. S. Fischer, Frankfurt am Main 2013, ISBN 978-3-10-010237-9.
- Amnesia. Penguin Australia, Melbourne 2014. ISBN 978-1-74348-425-8
  - Amnesie. deutsch von Anette Grube. S. Fischer, Frankfurt am Main 2016, ISBN 978-3-10-002397-1.
- A Long Way from Home. Faber, 2018
  - Das schnellste Rennen ihres Lebens. deutsch von Manfred Allié und Gabriele Kempf-Allié. S. Fischer, Frankfurt am Main 2019, ISBN 978-3-10-397379-2.

Für Kinder
- The Big Bazoohley. 1995.
  - Der große Bingobang. deutsch von Martin Hielscher. Fischer, Frankfurt am Main 1997, ISBN 3-596-85018-5.

Kurzgeschichten
- The Fat Man in History. 1974.
  - Traumflug – fantastische Geschichten. deutsch von Nikolaus Stingl. Wunderlich, Tübingen 1982, ISBN 3-8052-0355-1.
- War Crimes. 1979.
- Exotic Pleasures. 1990.

### Sachbücher
- A Letter to Our Son. 1994.
- 30 Days in Sydney: A Wildly Distorted Account. 2001.
  - Gebrauchsanweisung für Sidney. deutsch von Regina Rawlinson. Piper, München, Zürich 2003, ISBN 3-492-27522-2.
- Wrong About Japan. 2005.
  - Wrong about Japan – eine Tokioreise. deutsch von Eva Kemper. Frankfurt am Main: Fischer 2005, ISBN 3-10-010227-4.

## Verfilmungen

### Literarische Vorlage
- 1986 Dead End Drive. dt. „Crabs … die Zukunft sind wir“. Regie: Brian Trenchard-Smith
- 1997 Oscar und Lucinda. Regie: Gillian Armstrong

### Drehbuch
- 1985 Bliss. Regie: Ray Lawrence
- 1991 Bis ans Ende der Welt. Regie: Wim Wenders